# Charles Hitchcock Adams
Charles Hitchcock Adams (* 25. Mai 1868 in Belmont, Kalifornien; † 8. August 1951 in San Francisco) war ein US-amerikanischer Chemiker, Holzhändler und Amateur-Astronom.

## Leben
Adams war das fünfte Kind von William und Cassandra Adams, geb. Hill. Er studierte ab 1886 an der University of California insbesondere Chemie. Schon vor seiner Studienzeit befasste er sich mit Untersuchungen, wie man die Unmenge an Sägespänen, die in der Holzindustrie seines Vaters anfiel, nutzen könnte. Im ersten Studienjahr fand er schließlich einen Weg, wie man aus Sägespänen Alkohol herstellt, wofür er sich ein US-Patent sichern konnte. Im zweiten Studienjahr musste er jedoch die Universität verlassen, da die Holzmühlen und die Wäldereien des Vaters durch Feuer zerstört wurden  und zwei seiner Schiffe mit Nutzholz gesunken waren. Adams half seiner Familie in Atherton (Kalifornien), den Familienbesitz wieder aufzubauen. 
Um seinen Lebensunterhalt zu sichern wurde er als Versicherungsmakler tätig und arbeitete zudem für die Merchants' Exchange Association, deren Geschäftsführer er von 1917 bis 1940 wurde. Nachdem Adams in den Besitz eines 76 mm-Teleskops kam, erfreute er sich an der Beobachtung des Nachthimmels und trat wenig später der Astronomical Society of the Pacific (ASP) bei. Von 1925 bis 1950 wirkte er dort als Schatzmeister.
Adams war verheiratet mit Olive Bray. Aus dieser Ehe ging der Sohn Ansel Adams hervor, der ein bekannter Landschafts- und Naturfotograf wurde. 
Zusammen mit Walter Sydney Adams und John Couch Adams ist Charles H. Adams der Namensgeber des 1970 benannten Mondkraters Adams.

## Charles H. Adams Fund
Nach der Beisetzung Adams’ am 10. August 1951 hatte die Familie gewünscht, statt der Zusendung von Blumen einen Beitrag an die Astronomical Society of the Pacific zu leisten, für die Adams 25  Jahre lang als Schatzmeister gearbeitet hatte. Der 1994 gegründete Fonds wird heute dazu genutzt, astronomisches Lehrmaterial der Society zu finanzieren.